# Ella Anker

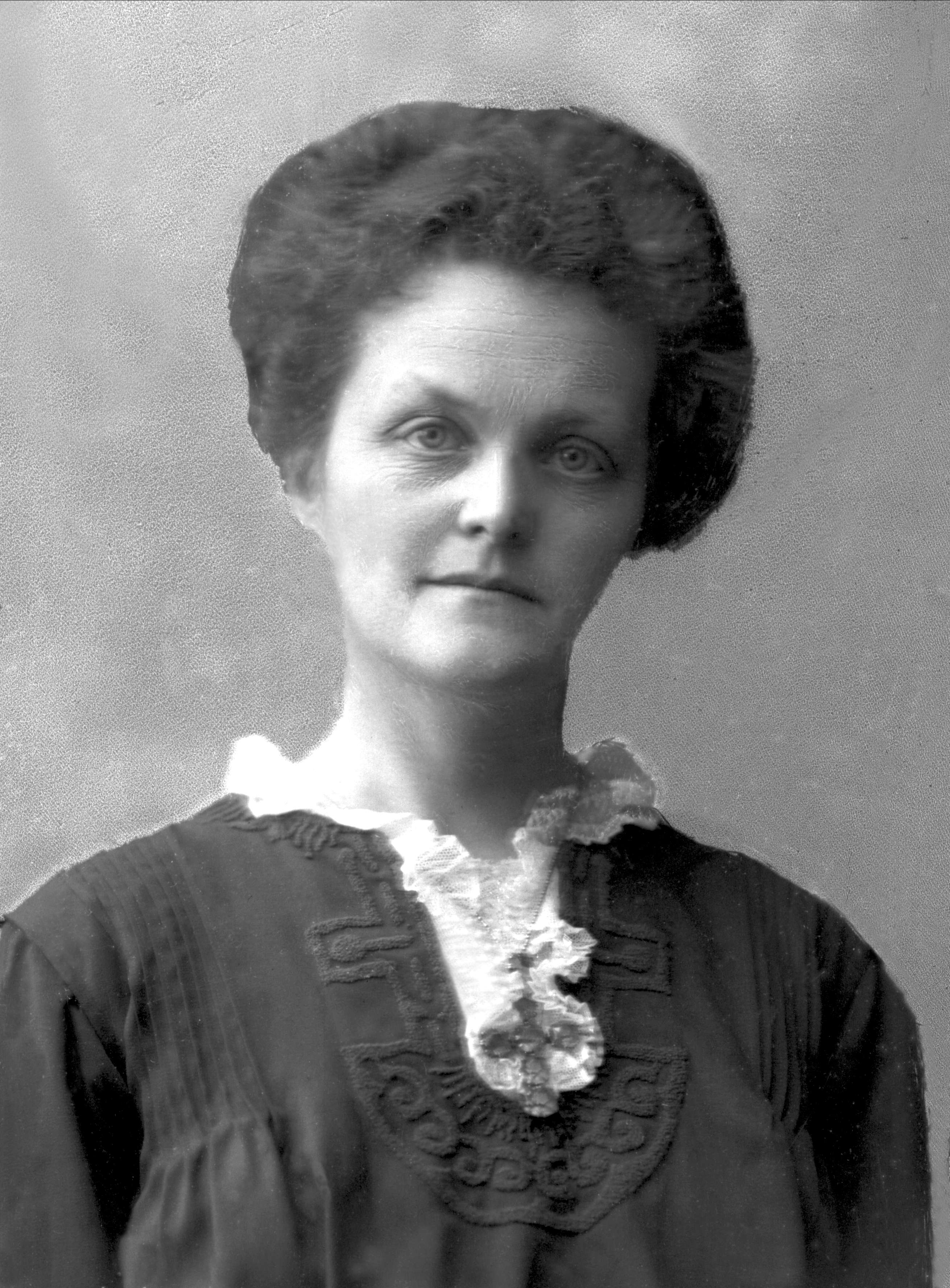
Ella Anker, im Jahre 1914

Ella Anker, eigentlich Eli Birgit Anker, verheiratete Dons, (* 2. Juni 1870 in Vang bei Hamar; † 20. April 1958 in Oslo) war eine norwegische Journalistin, Schriftstellerin, Spiritistin und „eine engagierte und farbenfrohe Publizistin, die viele der widersprüchlichen spirituellen Impulse ihrer Zeit in sich trug, Impulse, die sie durch ihre journalistische, Vereins- und Vortragstätigkeit seit den frühen 1900er Jahren und in der Zwischenkriegszeit entfaltete.“ „Sie war eine Sprecherin für Friedens- und Frauenfragen und setzte sich für das Mutterschafts- und Kindergeld ein.“ Sie lebte zehn Jahre als Auslandskorrespondentin in London und wurde für ihre Verdienste um die Pflege der Britisch-Norwegischen Beziehungen mit dem Order of the British Empire (MBE) ausgezeichnet.

## Familie
Eli Birgit Anker wurde als viertes Kind von Herman Anker (1839–1896) und dessen Frau Marie Elisabeth („Mix“) Bojsen (1842–1892) geboren und am 15. Juli 1870 getauft, mit dem späteren Literaturnobelpreisträger Bjørnstjerne Bjørnson als einem der Taufpaten. Vater Herman hatte 1864 in Vang – damals eine eigenständige Kommune, seit 1992 ein Teil von Hamar – die erste Volkshochschule Norwegens, die Sagatun Folkehøyskole gegründet.
Ellas sieben Geschwister wurden mehrheitlich prominent oder heirateten prominente Männer oder hatten wenigstens prominente Nachkommen. Karen Cathrine Anker (1867–1932) heiratete den Richter und Sozialpolitiker Johan Castberg und wurde Mutter des Verfassungsjuristen Frede Castberg. Kathrine Anker (1868–1945) wurde nach ihrer Hochzeit mit Kai Møller als Katti Anker Møller eine einflussreiche Frauenrechtlerin und Mutter der Ärztin Tove Mohr. Peter Martin Anker (1872–1903) wurde Arzt und Großvater des Kunsthistorikers Peter Anker. Ida Anker (1876–1945) ehelichte den Konzertmeister Torgrim Castberg (Bruder von Johan Castberg) und wurde Mutter der Publizistin Katti Wankel und des Künstlers Johan Christian Castberg. Nils Botvid Anker (1878–1943) wurde Ingenieur, Vater des Bibliothekars Øyvind Anker und der Textilkünstlerin Synnøve Anker Aurdal, sowie Schwiegervater seines Neffen, des auch schon erwähnten Frede Castberg.

Ella Anker selbst heiratete am 27. Dezember 1892 den cand. jur. Wilhelm Dunker Dons (* 14. Juni 1868; † 23. Januar 1908), Sohn des Diözesanpropstes (stiftsprost) Fredrik Christian Dons (1836–1885) und der Ebba Johanne Ullmann (1843–1908), Tochter der Pädagogin Vilhelmine Ullmann. Durch diese Hochzeit, die nicht in der Kirche, sondern im Haus Sagatun stattfand, wurde Ella die Schwägerin von Nils Kjær und Jens Thiis. Die Ehe blieb kinderlos, und das Paar lebte seit 1906 getrennt.

### Wilhelm Dunker Dons, Ehemann

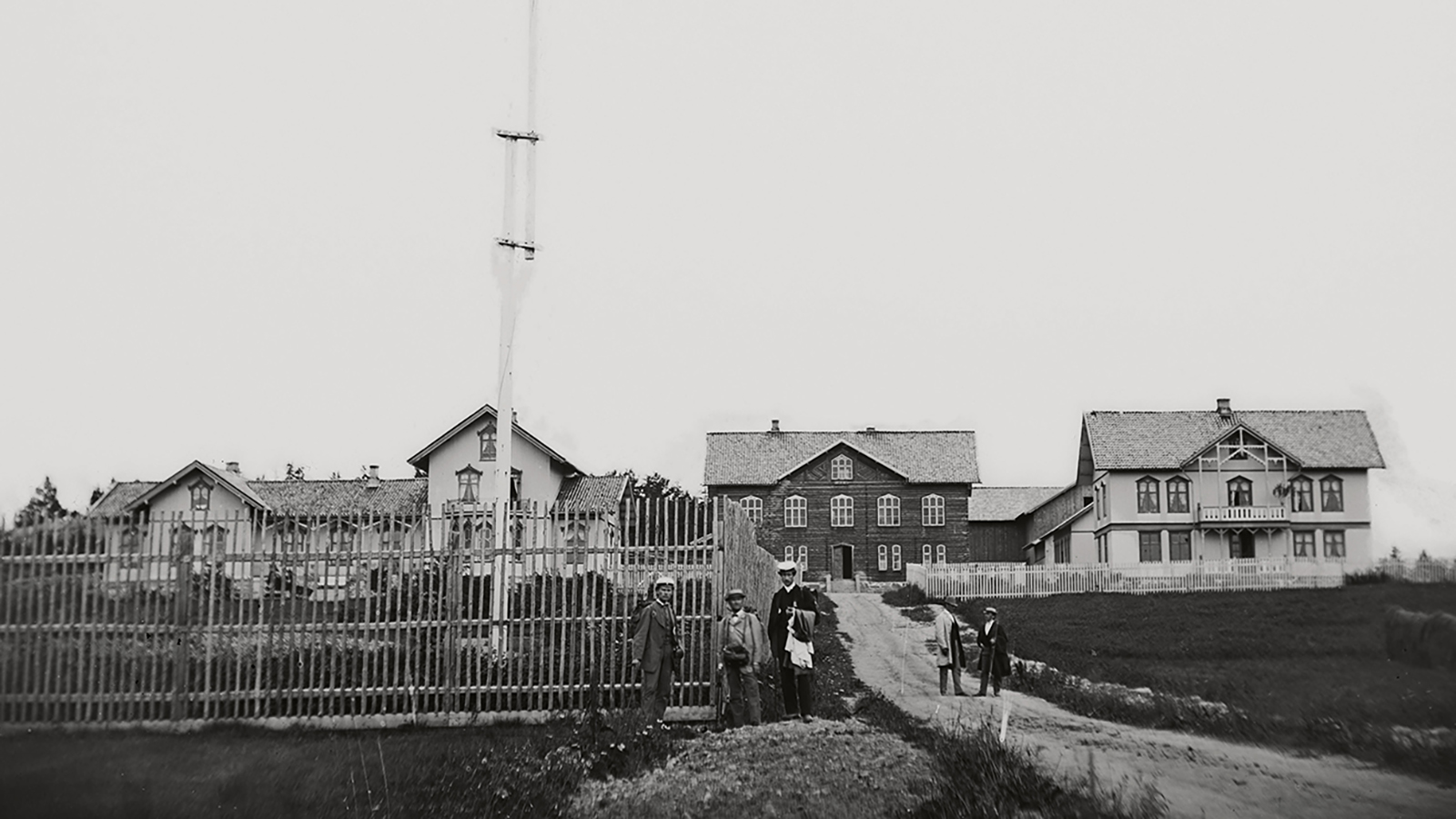
Volkshochschule Sagatun, um 1867

Wilhelm Dunker Dons machte Karriere als Anwalt am Obersten Gerichtshof (1898), Abteilungsleiter im Landwirtschaftsministerium (1902) und Honorarkonsul in Rio de Janeiro (1906). Im Oktober 1907 reiste er in den Freistaat Kongo, um dort eine Stelle als Richter (Substitute suppléant) anzunehmen. „Er fiel von einem Boot über Bord und wurde am 23. Januar 1908 im Stanley Pool (Malebo Pool) in Léopoldville (Kinshasa) von einem Krokodil gefressen.“

### Ella Anker, die Nichte
Nils Botvid Anker hatte seine älteste Tochter auf den Namen seiner Schwester taufen lassen. Diese „jüngere“ Ella Anker (* 19. Mai 1903; † 8. Juni 1974) heiratete am 7. Februar 1927 ihren Cousin Frede Castberg. Frede/Ella waren nach Johan/Karen und Torgrim/Ida das dritte Paar eines Castbergs mit einer Anker innerhalb von zwei Generationen. Vor ihrer Ehe hatte Ella kurze Zeit als Schauspielerin gearbeitet.

## Leben

### Kindheit und Studium
Sagatun, wo Ella Anker geboren wurde und aufwuchs, war mehr als nur Schule, und Ella „trug die Eindrücke aus Sagatun ihr Leben lang mit sich.“ Ihre Mutter stammte aus der Familie des dänischen Pfarrers Fredrik Engelhard Bojsen (1808–1882) in Stege auf Møn, wo der Pädagoge und Dichterphilosoph N. F. S. Grundtvig ein gern gesehener Gast war. „In den 1870er und 1880er Jahren war Sagatun das Zentrum des norwegischen Grundtvigianismus und gleichzeitig geprägt vom geistigen Kampf der Zeit und den Auseinandersetzungen zwischen Rationalismus und orthodoxem Christentum.“ In der Schweizer Villa Herman Ankers verkehrte aber auch die Kunst- und Kulturelite Norwegens, neben Bjørnstjerne Bjørnson z. B. Edvard Munch, Edvard Grieg und Hulda Garborg.
Ella Anker besuchte in Kristiania (Oslo) die Schule von Ragna Nielsen, das erste koedukative Gymnasium Norwegens, und gehörte zur ersten Abschlussklasse 1887. Im Folgejahr legte sie das Examen philosophicum ab, die Vorprüfung für den cand. phil. Anschließend arbeitete sie 1888–1890 als Gouvernante und Hilfslehrerin. 1892 wurde sie – als erste Frau – in den Vorstand des Studentenverbands Det norske Studentersamfund gewählt, der im Flaggenstreit öffentlich für det rene norske flagg (die rein norwegische Flagge) demonstrierte und deshalb entlassen wurde. Im selben Jahr heiratete sie den Neffen ihrer alten Lehrerin Ragna Nielsen, nämlich Wilhelm Dunker Dons, mit dem sie seit ihrem Russischstudium verlobt war.

### Deutschland, Rom und London

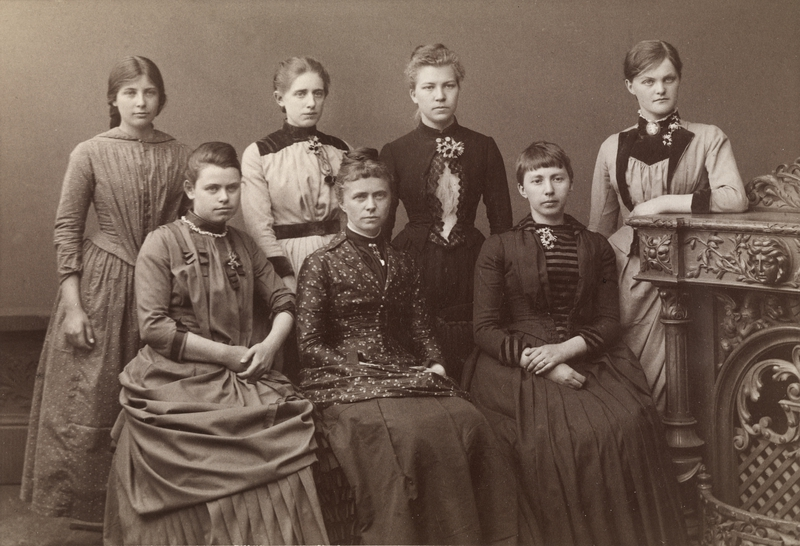
Die erste Abschlussklasse von Ragna Nielsen, 1877. Hinten ganz rechts: Ella Anker. Vorne in der Mitte: Ragna Nielsen.

1891–1892 und erneut 1904–1905 war Ella Anker Privatsekretärin von Wollert Konow (H), der Parlamentsabgeordneter und mehrmals Minister war und mit Ida Teresia Bojsen, der jüngeren Schwester von Ellas Mutter, verheiratet war. Nach der Trennung von ihrem Mann arbeitete Ella 1908–1910 als Redaktionssekretärin bei der Wochenzeitschrift Hver 8de Dag. Sie hielt sich ein halbes Jahr in Deutschland und zwei Jahre in Rom auf, von wo sie für das Dagbladet als Auslandskorrespondentin berichtete. „Aus Teilen ihrer Korrespondenz, Reiseberichten und religionsgeschichtlichen Studien entstand 1909 das Buch Et aar i Rom, das erste von insgesamt 14 Büchern und Broschüren, die sie zu einer Vielzahl von Themen schrieb, vom Spiritismus über Familienfragen und die Grönlandfrage bis hin zur nordischen Geschichte.“ 1923 veröffentlichte sie die Olavsbilæte, ein Theaterstück über den Heiligen Olav, 1931 ein Buch über den von ihr verehrten Ramsay MacDonald, 1936 bzw. 1939 ihre Erinnerungen an Sagatun und ihren Vater.
Zehn Jahre lang, 1910–1920, lebte Ella Anker in London und berichtete für Dagbladet, Verdens Gang und andere norwegische Zeitungen über eine Vielfalt von Themen: Streiks, Suffragetten, Sozialismus, Spiritismus, Internationale Politik, vor allem aber über die Frauen- und die Friedensbewegung. Sie veröffentlichte auch Artikel über norwegische Angelegenheiten in der britischen Presse und bemühte sich um die kulturellen britisch-norwegischen Beziehungen. Sie initiierte 1918 die Gründung der Anglo Norse society in London und nach ihrer Rückkehr 1921 des Norsk-Britisk Forening, in dem sie später Vorstandsmitglied wurde. Ihre Tätigkeiten wurden durch die Verleihung des Order of the British Empire (MBE) gewürdigt.
Nach ihrer Rückkehr 1920 lebte sie vorübergehend bei ihrem Schwager Johan Castberg und ihrer Schwester Karen in Kristiania kjøpstad, Fritzners gate 19.

### Frauen- und Friedensbewegung
Ella Anker setzte sich seit den frühen 1900er Jahren für die Frauenbewegung ein, in der „sie sich auf breiter Front gegen die Abtreibung und für die christliche Moral, ein totales Alkoholverbot und die Unterstützung alleinstehender Mütter einsetzte. Später wurde sie ‚die Mutter des Kindergeldes‘ genannt.“ 1923 war sie Mitbegründerin der Kvinnenes Enhetsfront (Fraueneinheitsfront) und seither schrieb sie regelmäßig für die zweimal wöchentlich erscheinende Zeitschrift Norges Kvinder. Sie arbeitete Vorschläge für staatliche Leistungen an Mütter und Kinder aus – angelehnt an Regelungen im Vereinigten Königreich –, die sich an alle Parteien richteten. Seit 1929 leitete sie das Wohlfahrtsamt (forsorgsvesenet) in Oslo.

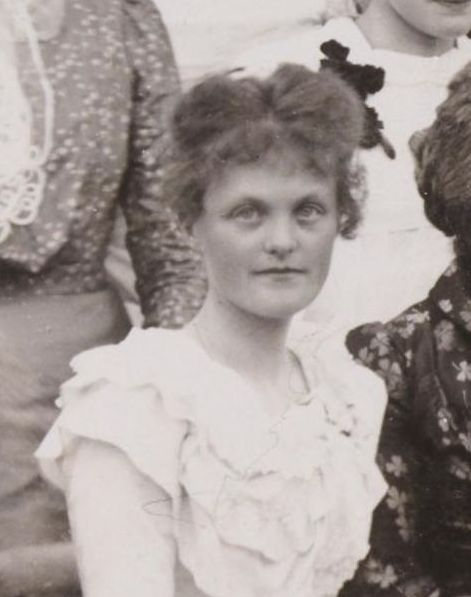
Ella Anker, 1902

Politisch bekannte sie sich immer zu radikalen Parteien. Sie begann in der Venstre, trat dann den Arbeiderdemokratene ihres Schwagers Johan Castberg bei, 1926 schließlich der Norges Socialdemokratiske Arbeiderparti, die 1927 mit Det norske Arbeiderparti vereinigt wurde. „Parteiarbeit im üblichen Sinne scheint sie nicht gereizt zu haben.“ Dagegen wirkte sie parteiübergreifend im Norske Kvinners Nasjonalråd (Norwegischer Frauen-Nationalrat) als Mitglied des Friedenskomitees (1910–1915). Ihre Unterstützung der norwegischen Ansprüche auf Grönland (Eirik Raudes Land und Fridtjof Nansens Land) empfand sie selbst nicht als Widerspruch zur Friedensarbeit; die von ihr publizierten apodiktisch betitelten Pamphlete Grønland for Norge (Grönland für Norwegen, 1923), Det norske folks undergang på Grønland under danskestyret (Der Untergang des norwegischen Volkes in Grönland unter dänischer Herrschaft, 1931) und Norges rett til Eirik Raude's land (Norwegens Recht auf Eirik Raudes Land, 1931) sind im Ton eines bürgerlichen Patriotismus gehalten.

### Praktizierende Spiritistin
Ella Ankers Interesse am Spiritismus wurde schon in ihrer Kindheit geweckt. Als sie „acht Jahre alt war, hörte sie in Sagatun einen Vortrag von Bjørnson über den sechsten Sinn und über Visknut, einen Mann aus Gudbrandsdalen, der Hellseher war. […] Dies wurde der Ausgangspunkt für ihr späteres Interesse am Übernatürlichen. Kurz nach dem Tod ihres Mannes im Jahr 1908 nahm sie selbst aktiv am Spiritismus teil. Sie las, schrieb und praktizierte den Spiritismus und gehörte 1913 zu den Gründern der Selskapet for Psykisk Forskning“ (Gesellschaft für Psychische Forschung). Aus dem Nachlass dieser Gesellschaft ist eine Reihe Spiritistischer Fotografien erhalten geblieben, auf denen die Porträts Lebender von Phänomenen angeblich paranormalen Ursprungs belästigt werden.

## Würdigung

### Enthusiasmus
„Ella Anker war eine engagierte und farbenfrohe Publizistin, die viele der widersprüchlichen spirituellen Impulse ihrer Zeit in sich trug, Impulse, die sie durch ihre journalistische, Vereins- und Vortragstätigkeit seit den frühen 1900er Jahren und in der Zwischenkriegszeit entfaltete. Sie war sowohl volks- als auch spekulativ-religiös, eine Verfechterin der traditionellen christlichen Moral und für ihre Zeit radikal engagiert, insbesondere in der Familienpolitik. Gleichzeitig hatte sie einen typisch bürgerlichen Hintergrund.“ (Svennik Høyer)

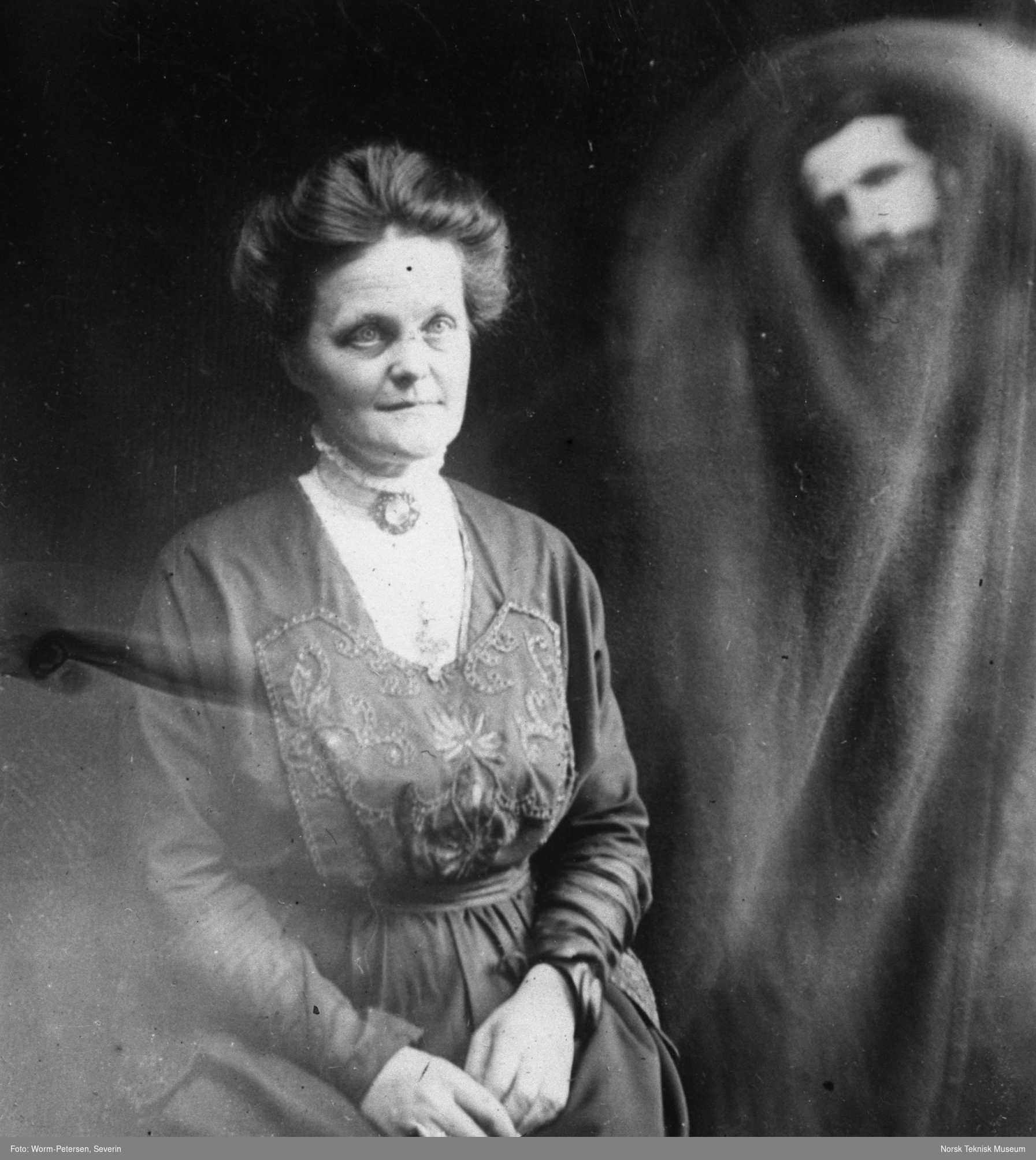
Ella Anker. Im Hintergrund manifestiert sich gerade der Geist eines Verstorbenen. Photo von Severin Worm-Petersen, um 1920.

Ella Anker wurde von ihren Zeitgenossen als enthusiastisch, impulsiv und kämpferisch empfunden. Ihr Engagement für Dinge, die ihr ein Anliegen waren, vermochte zu bezaubern. Ihre Gewohnheit, sich mit ihren Anliegen zu identifizieren, bewirkte in ihren Schriften den völligen Mangel an Distanz und Selbstironie. Paul Gjesdahl schrieb zu ihrem 60. Geburtstag im Jahr 1930: „Selbstironie, ein Gefühl für den relativen Wert aller Dinge, ist für viele Dinge gut, aber sie legt denjenigen, die die Welt reformieren wollen, nur Steine in den Weg. Und das will Ella Anker auch – in aller Bescheidenheit.“ Und: „Ella Anker hält es für dringend notwendig, die Welt zu verbessern. Deshalb hat sie keine Zeit, ihre Artikel zweimal zu schreiben. Wenn sie etwas zu korrigieren oder hinzuzufügen hat, schreibt sie stattdessen einen neuen Artikel. Diese Arbeitsweise ist gut und schlecht zugleich. Ihre Aufsätze haben eine ungewöhnliche Frische und Wortgewandtheit, aber sie verlieren etwas von der Kraft und Konzentration, die die Autorin nur durch Bügeln erreicht. Aber objektiv betrachtet sind ihre Artikel immer ausgezeichnet. Wenn man den anfänglichen Enthusiasmus überwinden kann, sind sie voller Unterstützung; man lernt immer etwas Neues. Und wenn man so locker ist, dass man sich auf einen Streit mit ihr einlässt, ohne dass man alles in der Hand hat, wird man schnell merken, dass man einen klaren, sachkundigen und objektiven Gegner hat.“
Obwohl Ella Anker nach 1945 wenig in Erscheinung trat, blieb sie dem norwegischen Publikum in guter Erinnerung, wie ihr Eintrag in der Ausgabe des Hvem er hvem? von 1948 belegt. Am Tage nach ihrem Tod erschien die Nachricht von ihrem Ableben in 40 norwegischen Zeitungen. Sie wurde am 25. April 1958 im neuen Krematorium in Oslo beigesetzt.

### Wahrnehmung im deutschen Sprachraum

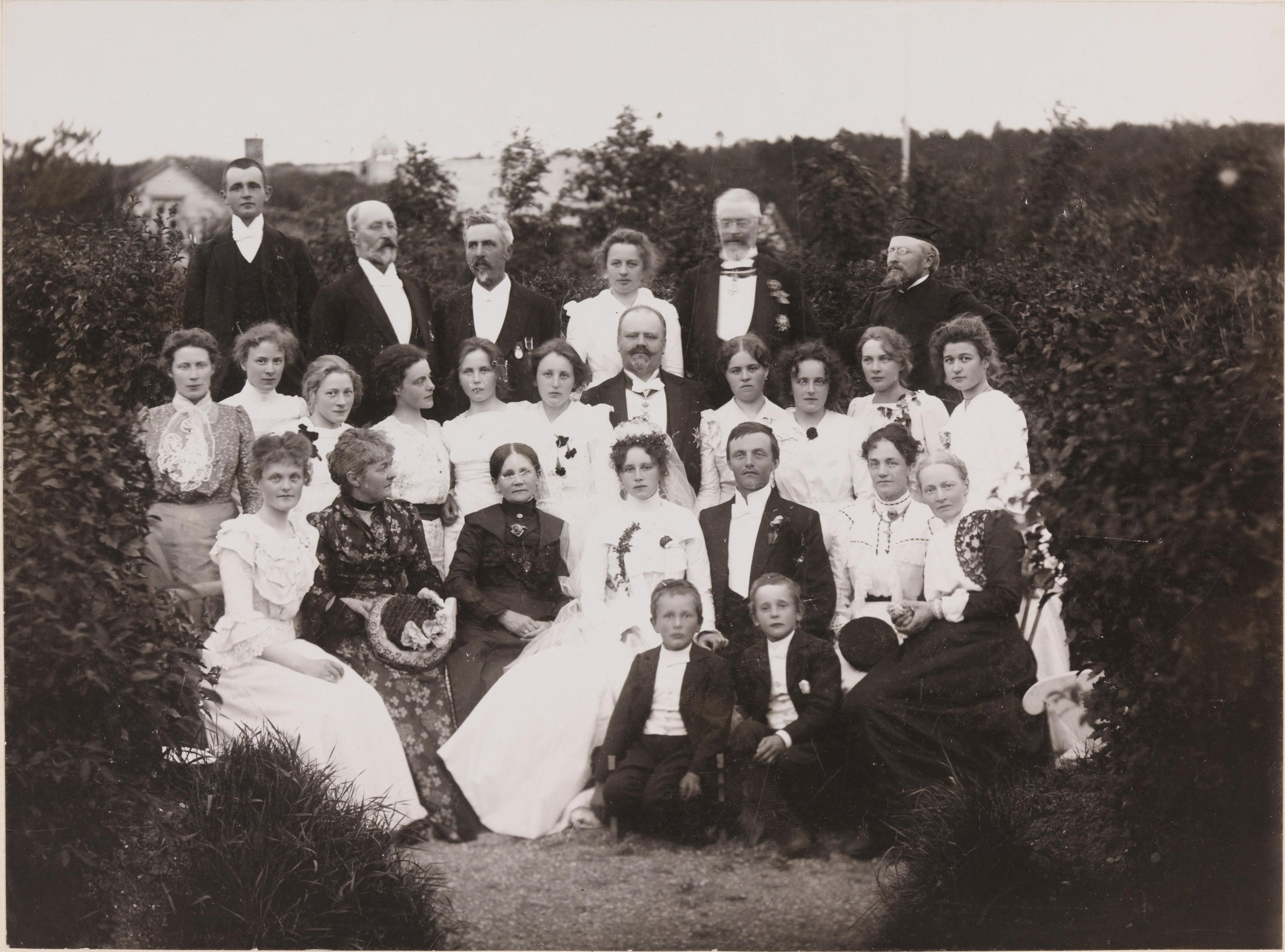
Garten der Landwirtschaftsschule Bodin, 28. Juli 1902. Hochzeit von Ellas Bruder Nils mit Gudrun Nissen. Ella sitzt vorne links in einem hellen Kleid.

Die deutschen zeitgenössischen Medien haben nur ausgewählte Aspekte aus Ella Ankers Publikationen wahrgenommen und vor allem die traditionell-christlichen und nationalpatriotischen Themen in ihrem Werk ignoriert. 1912 wurde von einer spiritistischen Sitzung berichtet, bei dem das Medium als Schwindler „entlarvt“ wird und damit auch seine „Getreuen“ Ragna Nielsen, „die die hervorragendste Pädagogin des Landes ist“ und „Frau Ella Anker, die Führerin der radikalen Frauenrechtlerinnen und eine sehr begabte politische Publizistin“ bloßgestellt werden.
1914, kurz vor Ausbruch des Weltkriegs, wurde „eine Führerin der norwegischen Frauenbewegung, die bekannte Journalistin Frau Ella Anker, aufgesucht und über die Wirkungen des Frauenwahlrechts befragt.“ Die Befragte erzählt mit Stolz von den Erfahrungen seit dessen Einführung 1907: „Die erste gute Wirkung unseres Eintrittes in die Politik war, daß wir den Einfluß der Familie ins politische Leben hineintrugen. Der gute Ehegatte sieht durch seine Frau sein Stimmrecht verdoppelt; und wo die Ehe unharmonisch ist, heben sich die beiden Stimmen gegenseitig auf.“ Anschließend spricht Ella Anker noch vom Mutterschaftsgeld und den geplanten Kindergesetzen.
1918, in Kriegszeiten, wurde Ella Anker als „deutschfeindliche Londoner Korrespondentin von Dagbladet“ vorgestellt, die über ihre Eindrücke aus England berichtet. Aus ihrem Artikel werden mit Genugtuung die Ausführungen über die Einschränkungen durch den Krieg und den Mangel an arbeitsfähigen Männern zitiert, und mit Spott der Arbeitseinsatz von Frauen kommentiert: „Auch die Suffragettes haben ein besonderes kleines Heer aufgestellt, dessen Hauptaufgabe es sein soll, alle Friedensbestrebungen zu bekämpfen. Sie sorgen für Ersatzarbeiter bei Streiks usw.“
In den Nachkriegsjahren hielt Ella Anker sich im Auftrag der Hungerhilfsaktion in der vom Bürgerkrieg verheerten Ukraine auf, in der Menschen hungerten und verhungerten und an der Cholera starben. Ihr Bericht aus dem Manchester Guardian wurde übersetzt und in der Arbeiter-Zeitung vom 16. Februar 1923 unter dem zynischen Titel Aus dem kommunistischen Paradies abgedruckt. Ein Monat später erschien im Neuen Wiener Journal ein sich auf Berichte Ella Ankers stützender Bericht über den Kindertod im Cholera-Revier.

## Veröffentlichungen von Ella Anker
(Quelle: )

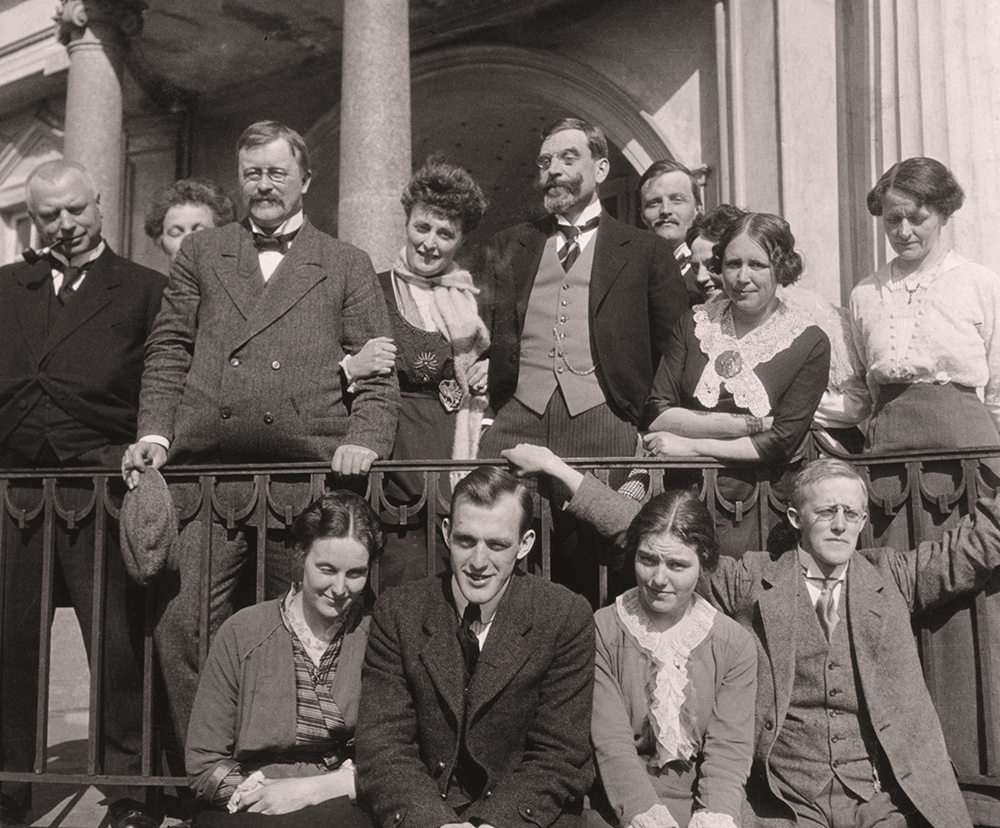
Sagatun als Treffpunkt der Familien Anker-Castberg: Hintergrund von links: Ella Anker, Johan Castberg, Katti Anker Møller, Kai Møller, Nils Anker, Karen Anker, Gudrun Anker (geborene Nilssen). Vordergrund von links: Tove Mohr, Edvard Johannes Møller, Mix Anker Braathen, Frede Castberg

- Et aar i Rom. (Ein Jahr in Rom), Aas & Wahl, Kristiania 1909 (neue Ausgabe 1935).
- Personlighetens liv efter døden. (Das Leben der Persönlichkeit nach dem Tod), Norlis, Kristiania 1911.
- Ukjendte kræfter. (Unbekannte Kräfte), Norlis, Kristiania 1912.
- Olavsbilæte. Historisk skodespel. Etter Heimskringla. (Olavsballade. Historisches Schauspiel nach Heimskringla), übersetzt in Nynorsk von M. Walaker, Olaf Norli, Kristiania 1923.
- Grønland for Norge. (Grönland für Norwegen), Norlis, Kristiania 1923.
- Mødrelønn. (Mutterschaftsgeld), Det norske arbeiderpartis forl., Oslo 1928.
- En moralsk verdensvilje. Ramsay MacDonald og britisk politkk. (Ein moralischer Wille für die Welt. Ramsay MacDonald und die britische Politik), E. Anker, Drammen/Oslo 1931.
- Det norske folks undergang på Grønland under danskestyret. (Der Untergang des norwegischen Volkes in Grönland unter dänischer Herrschaft), Sonderausgabe von Norges Kvinder, Webergs Boktrykkeri, Oslo 1931.
- Norges rett til Eirik Raude's land. (Norwegens Recht auf Eirik Raudes Land), Norges Kvinder, Oslo 1931.
- Eirik Raude. Sogespel. In Kommission bei Noregs Boklag, Oslo 1933.
- Sagatun. Herman Ankers liv og virke. (Sagatun. Herman Ankers Leben und Wirken), Gyldendal, Oslo 1936 (neue Ausgabe 1950).
- Sange til Sagatun. Fra folkehøiskolens første tid. (Lieder für Sagatun. Aus den ersten Tagen der Volkshochschule), Østlendingens tr., Elverum 1939.
- Til vern om den kristne moral. (Zur Verteidigung der christlichen Moral), Trondheim 1950.